# Artocarpus lowii
Artocarpus lowii är en mullbärsväxtart som beskrevs av George King. Artocarpus lowii ingår i släktet Artocarpus och familjen mullbärsväxter. Inga underarter finns listade i Catalogue of Life.